# Amparo Sorróndegui
Amparo Sorróndegui (Valencia de Alcántara, 14 de enero de  1825-antes del 3 de diciembre de 1900) fue una cortesana española, conocida por su amistad con Isabel II de España.

## Biografía
Nació fruto del matrimonio formado por el militar Felipe Sorróndegui, coronel de caballería; y Andrea Martínez de Alcalde. Tuvo al menos otra hermana, María Cristina.
En 1835, cuando Amparo contaba con 10 años, su padre pidió a la reina regente María Cristina de Borbón-Dos Sicilias para sus hijas el cargo de camaristas de Isabel II, que contaba tan solo con 4 años. Finalmente, sería nombradas camaristas entrando a servir el 4 de junio de 1838.
Tras la marcha de María Cristina de Borbón-Dos Sicilias al exilio en octubre de 1840, las hermanas Sorróndegui formaron parte de la facción palatina contraria al Regente del Reino, Baldomero Espartero y aquellos a quién este había nombrado en Palacio, como por ejemplo: Agustín Argüelles, tutor de Isabel II y la infanta Luisa Fernanda; Manuel José Quintana, su ayo; o Juana de Vega, condesa de Espoz y Mina; aya de estas. 
El enfrentamiento entre las facciones palatinas llegó a su punto álgido cuando el general Diego de León fracasó en su asalto al Palacio Real de Madrid el 7 de octubre de 1841, en el marco del alzamiento moderado de O'Donnell. Las hermanas Sorróndegui fueron acusadas de connivencia con los asaltantes, siendo finalmente solo una de ellas, María Cristina, apartada del regio servicio. En sus Memorias, el entonces aya de Isabel II, Juana de Vega, condesa de Espoz y Mina, llegó a acusar a Amparo Sorróndegui de influenciar directamente a Isabel II para ponerla en contra de algunos militares progresistas (en concreto, el entonces: coronel Dulce y  teniente-coronel Barreiros), con motivo de la entrega a estos de sendas distinciones conocidas como Espadas de honor por su defensa de las personas reales durante el asalto al Palacio Real del 7 de octubre de 1841.
En 1862 contrajo matrimonio con José Joaquín Adrián y Donaire, comandante de caballería. La pareja contrajo matrimonio en la iglesia del Buen Suceso, que se encontraba bajo la jurisdicción de la Capilla Real.
Tras la Restauración borbónica en España, fue nombrada dama de la Orden de las Damas Nobles de la Reina María Luisa, cruzándose en el Palacio Real de Madrid el 19 de junio de 1875. Fue la madrina de todas las damas cruzadas ese día, María del Carmen Álvarez de las Asturias-Bohórques Giráldez, por entonces esposa de Manuel Pavía y Lacy, I marqués de Novaliches.
Murió en Madrid antes del 3 de diciembre de 1900.

## Cargos  y órdenes

### Cargos
- Camarista
  - de Isabel II. (1838-1846)
  - de Isabel, princesa de Asturias. (1857-1862)
- Teniente de aya de las infantas Paz y Eulalia. (1862-1 de febrero de 1882)

### Órdenes
- Dama de la Orden de las Damas Nobles de la Reina María Luisa. (Reino de España, 1875)